# Hidden Agenda (Fernsehserie)
Hidden Agenda (auf Deutsch: Hintergedanke oder geheime Absicht, Originaltitel: Top Dog) ist eine seit 2020 produzierte schwedische Krimiserie, die auf Büchern des schwedischen Autors Jens Lapidus basiert. Seit Oktober 2023 können in der ZDF Mediathek auch die sechs Teile der 2. Staffel gestreamt werden.

## Handlung
Nachdem der reiche Erbe Philip Schale in Stockholm spurlos verschwindet, ist zunächst unklar, ob er sich eine  Auszeit nimmt oder entführt wurde. Sein Vater beauftragt die Wirtschaftskanzlei Leijon mit Nachforschungen, die die Anwältin Emily Jansson übernehmen soll. Sie erhofft sich davon einen Aufstieg in der Kanzlei, um ihre privaten finanziellen Probleme zu lösen. Bei ihrer Recherche trifft sie auf ein kriminelles Milieu in Södertälje sowie auf Teddy Maksumic, der gerade versucht, sich von diesem Umfeld zu lösen. Erst kürzlich war er nach einer zehnjährigen Haftstrafe wegen Entführung mit Todesfolge aus dem Gefängnis entlassen worden.

## Hintergrund
Die Serie baut auf der seit 2014 erschienenen Trilogie über die Anwältin Emelie Jansson des schwedischen Autors Jens Lapidus auf. Regie führten Molly Hartleb und Alexis Almström.
Das ZDF fungierte als Co-Produzent der Serie, den internationalen Vertrieb übernahm die ZDF-Tochterfirma ZDF Enterprises. Die deutsche Erstausstrahlung erfolgte am 29. und 30. Mai 2020 auf ZDFneo, indem alle 8 Folgen ab 22:00 Uhr am Stück gesendet wurden, am 10. Juli 2020 erfolgte die Veröffentlichung auf DVD. Erst einige Monate später erfolgte die schwedische Erstausstrahlung auf dem Streamingdienst C More am 7. Oktober 2020 sowie am 18. Oktober 2020 auf dem Fernsehsender TV4.